# Ferrovia della Val Venosta
La ferrovia della Val Venosta (in tedesco Vinschgerbahn) è una linea ferroviaria a scartamento ordinario di proprietà della Provincia autonoma di Bolzano che collega Merano a Malles Venosta in Alto Adige. La ferrovia si sviluppa lungo la Val Venosta, da cui prende il nome.
L'infrastruttura è gestita da Strutture Trasporto Alto Adige, il servizio di linea è affidato in concessione a SAD.

## Storia

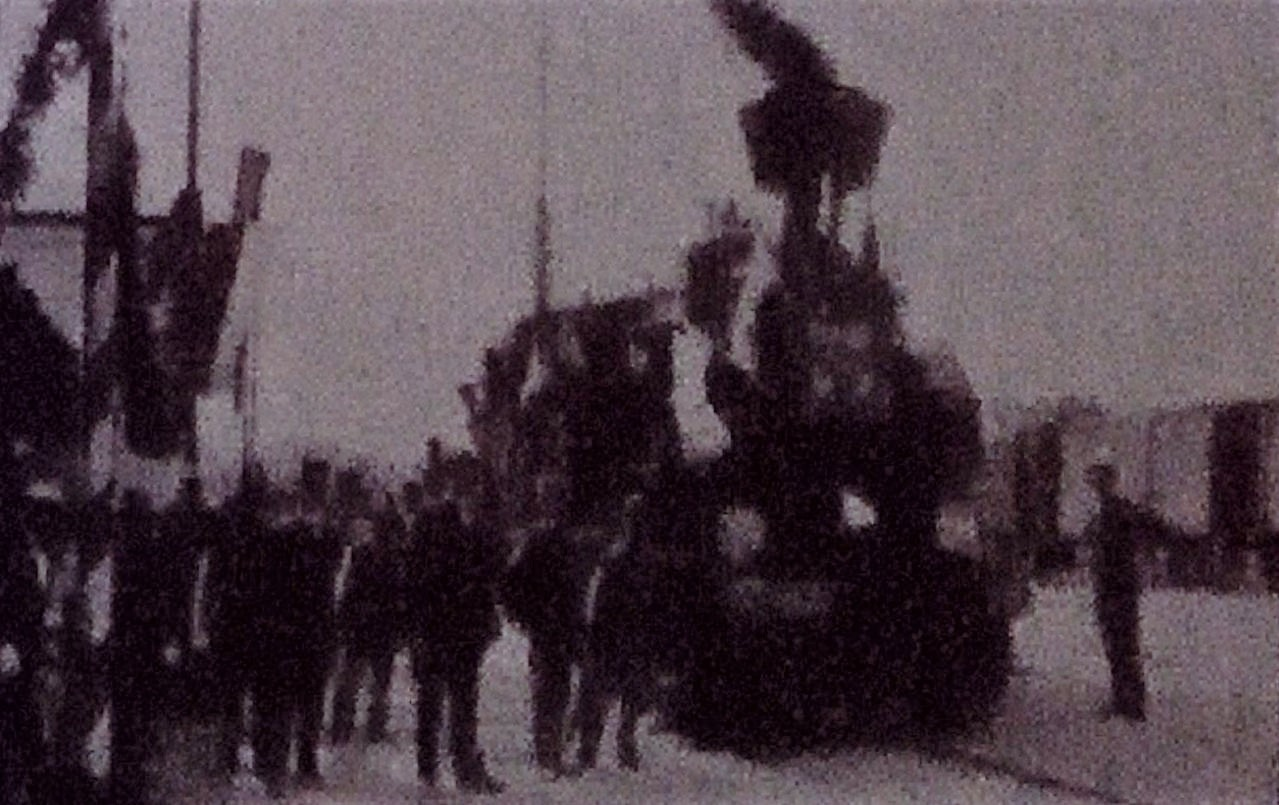
Inaugurazione della linea il 1º luglio 1906

### La gestione kkStB
L'approvazione alla costruzione della Merano-Malles fu concessa il 7 luglio 1903 alla società Vinschgaubahn, costituita dai comuni interessati e dalla Imperial-Regia società per la Ferrovia Bolzano-Merano (BMB), come ferrovia a carattere locale che ricalcava parzialmente un progetto di più ampio respiro del 1891 che aveva l'intento di allacciare le ferrovie dell'Arlberg e del Brennero con una linea attraverso il Passo di Resia che, diramandosi da Landeck, avrebbe raggiunto Merano, già collegata a Bolzano dal 1881 con la ferrovia Bolzano-Merano gestita dalla BMB.
La costruzione, intrapresa verso l'inizio del 1904 sotto la direzione dell'ingegner Constantin Ritter von Chabert, fu completata in poco più di due anni e la linea venne inaugurata il 1º luglio 1906 alla presenza delle autorità tirolesi e dell'Arciduca Eugenio. Dalla stessa data l'esercizio dell'intera linea da Bolzano a Malles fu affidato dalle società concessionarie alle Imperial-Regie Ferrovie Statali austriache (kkStB).
Per il prolungamento oltre la stazione di Merano si scelse di costruire un nuovo impianto, più grande della stazione BMB del 1881, la cui posizione perpendicolare alla linea proveniente da Merano richiese una variante di tracciato.
Il capolinea di Malles fu realizzato in modalità provvisoria, in attesa del previsto prolungamento verso Landeck, con un fabbricato viaggiatori di dimensioni contenute costruito con mattoni più leggeri che ne rendevano disagevole l'abitazione nei mesi invernali.
Il prolungamento verso Landeck attraverso il Passo di Resia fu ripreso in considerazione con un nuovo progetto nel 1907, rivisitato e ulteriormente dettagliato nel 1909, ma l'attivazione nel 1912 della ferrovia Garmisch-Innsbruck ne fece nuovamente rimandare la realizzazione. La costruzione della linea Landeck-Malles fu poi autorizzata nel 1918 per ragioni militari, ma i lavori avviati il 1º aprile da Landeck procedettero celermente per alcuni chilometri e vennero sospesi il 31 ottobre 1918 per la dissoluzione dell'Impero austro-ungarico.

### La gestione FS
In seguito all'annessione dell'Alto Adige al Regno d'Italia, avvenuta nel 1919 con il trattato di Saint Germain, la linea passò in gestione alle Ferrovie dello Stato; alla Repubblica austriaca fu ingiunto di terminare la ferrovia del Resia, ovvero il tratto ferroviario da Malles sino a Landeck (Tirolo Settentrionale), come parte della riparazione per i danni di guerra all'Italia; tuttavia, nonostante un invito formale italiano alla ripresa dei lavori da parte austriaca nel 1925, la questione della ferrovia del Resia decadde, anche per lo scarso interesse nutrito da entrambi i Paesi per la nuova linea internazionale.
Altro progetto non realizzato fu quello della Ferrovia dello Stelvio, redatto nel 1922 dall'ingegner Gaviraghi, direttore dell'esercizio della Ferrovia Alta Valtellina, che dopo aver proseguito da Tirano a Bormio lungo la Valtellina, avrebbe imboccato un traforo sotto il Passo dello Stelvio dopo il quale si sarebbe divisa in due rami verso Malles e Lasa.
Benché previsto tra gli investimenti del Programma Integrativo FS del 1978, l'ammodernamento della Merano-Malles venne ripetutamente rinviato per il dirottamento dei fondi ad altre infrastrutture, provocando l'inesorabile degrado della linea e portando alla sua inclusione nell'elenco delle ferrovie in passivo da chiudere il 31 dicembre 1985. La chiusura fu momentaneamente scongiurata dall'intervento della Provincia autonoma di Bolzano, ma il crollo del traffico militare conseguente alla caduta del Muro di Berlino portò in breve (nonostante le proteste della popolazione locale) alla totale sospensione del servizio ferroviario regolare il 9 giugno 1990, ponendo termine a una situazione divenuta insostenibile dopo anni di mancati investimenti e interventi manutentivi.

### La riapertura e la gestione STA

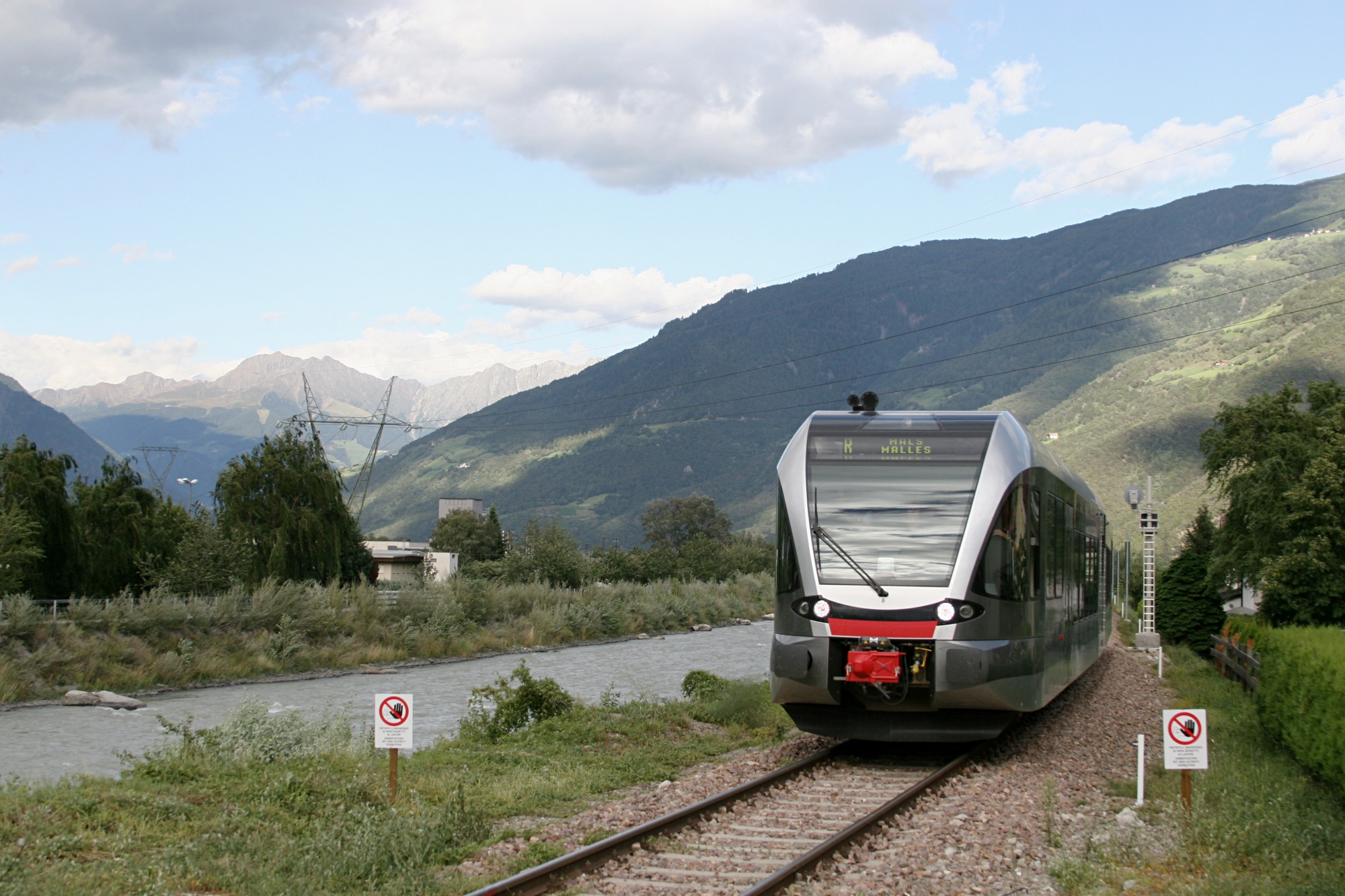
Un convoglio ATR 100, simbolo della nuova gestione, in piena corsa.

Nel corso degli anni 1990 l'intero tracciato - compresi fabbricati e pertinenze - venne acquistato dalla provincia autonoma di Bolzano. Dopo un primo periodo di incertezze in merito al riutilizzo dell'infrastruttura e ai costi relativi, alla fine del decennio fu decisa la riattivazione tramite la controllata Strutture Trasporto Alto Adige SpA (STA), che assunse la gestione della tratta. L'esercizio venne affidato alla Società Autobus Alto Adige (SAD).
Fu inizialmente scartata l'ipotesi di una elettrificazione, giudicando eccessive le difficoltà e i costi di una tale operazione, sia in fase di realizzazione (dovendo necessariamente impiantare alcune sottostazioni elettriche per l'alimentazione) sia per la successiva manutenzione. Si optò quindi per il ripristino della preesistente trazione termica mediante automotrici diesel-elettriche (con generatore elettrico mosso da motore diesel e motori elettrici di trazione).
Fu quindi convocata una gara d'appalto per la fornitura di otto treni in composizione bloccata a pianale ribassato (con opzione per ulteriori quattro esemplari), cui vennero richieste particolari caratteristiche di potenza e pronta accelerazione, onde superare agevolmente le ripide rampe della tratta in oggetto. La gara fu vinta dall'azienda svizzera Stadler Rail, che produsse una versione potenziata del modello GTW 2/6, denominato ATR 100. Data l'efficienza dimostrata dal convoglio, la SAD ha successivamente esercitato l'opzione d'acquisto per i quattro convogli aggiuntivi.
Messo a disposizione il necessario finanziamento si procedette poi ai lavori di recupero. Furono risanati ponti, sovrappassi (ricostruendo quelli troppo deteriorati con nuove travate metalliche) e gallerie, vennero ricostruiti tutti i piani di stazione con deviatoi del tipo 60 UNI, vennero riarmati i binari secondo lo standard "leggero" 50 UNI (rotaie dal peso di 50 kg al metro lineare) adottando per gli stessi la tecnica della cosiddetta "lunga rotaia saldata" (atta ad aumentare la resistenza di attrito della rotaia e ridurne la variazione di lunghezza) e installando traversine a “Y” al fine di mantenere la suddetta caratteristica anche nelle curve a raggio ridotto). Ai comuni interessati dal transito del sedime venne infine affidato il restauro delle stazioni e dei fabbricati di servizio.
Vennero inoltre ridotti i passaggi a livello, molti dei quali vennero sostituiti da sottopassi o strade laterali di collegamento; i rimanenti vennero completamente automatizzati mediante l'utilizzo di opportuni sensori atti a rilevare il transito del treno e impartire il comando di apertura/chiusura delle sbarre.
Si scelse inoltre di mantenere la peculiare stella di inversione della stazione di Malles, sebbene non più necessaria data la bidirezionalità del nuovo materiale rotabile; sempre allo scalo di Malles venne prolungata la rimessa locomotive esistente (per potervi ricoverare un complesso binato intero)  e venne costruito ex novo un impianto di lavaggio sia per i veicoli ferroviari che per gli autobus di linea. Anche il vecchio deposito locomotive di Merano venne ristrutturato e trasformato in officina di manutenzione.
A lavori conclusi, il 5 maggio 2005 la linea fu riaperta al servizio commerciale.
I dati relativi ai passeggeri trasportati, giudicati importanti per gli standard di una linea territoriale secondaria come quella in oggetto, hanno contribuito a riaprire in Trentino-Alto Adige il dibattito sull'opportunità di ripristinare anche altre tratte ferroviarie abbandonate nel secondo dopoguerra, come la Calalzo-Cortina-Dobbiaco, la Rovereto-Riva, la Ora-Predazzo, la Bolzano-Caldaro e la Chiusa-Plan.

#### Elettrificazione
Il 16 dicembre 2014 la giunta provinciale altoatesina ha approvato il progetto di elettrificazione della linea, per aumentare il numero delle corse e dei posti disponibili, ridurre i costi di manutenzione dei treni e l'impatto ambientale della tratta. Secondo quanto stabilito, la ferrovia sarà elettrificata con corrente alternata a 25 kV e attrezzata con un sistema di segnalamento ERTMS/ETCS Livello 2. Una parte della flotta di treni elettrici FLIRT ETR 170 della SAD sarà attrezzata e omologata per percorrere la linea una volta terminati i lavori; onde consentire la circolazione di tale convogli nella loro tipica configurazione a sei carrozze, verrà inoltre implementato un allungamento a 125 m dei marciapiedi delle stazioni. Si provvederà inoltre a dotare le stazioni di sottopassaggi pedonali di collegamento tra le banchine, a ridurre ulteriormente i passaggi a livello, ad abbassare il piano del ferro in galleria (onde consentire il posizionamento della linea aerea di contatto) e a rettificare tratti di sedime particolarmente tortuosi. Il costo di questi interventi è stimato in circa 56 milioni di euro. I lavori propedeutici sono iniziati nel 2016 con i primi adeguamenti all'infrastruttura, dopodiché l'elettrificazione vera e propria ha preso il via nel 2023, con conclusione prevista per il 2025.
Nel 2016 la provincia di Bolzano ha previsto inoltre, in prospettiva, la possibilità di recuperare ed attuare i progetti di prolungamento a ovest della linea, dal capolinea di Malles fino a nuove destinazioni in Lombardia (con una galleria di base sotto il passo dello Stelvio) Austria e Svizzera (attraverso passo Resia).

## Caratteristiche

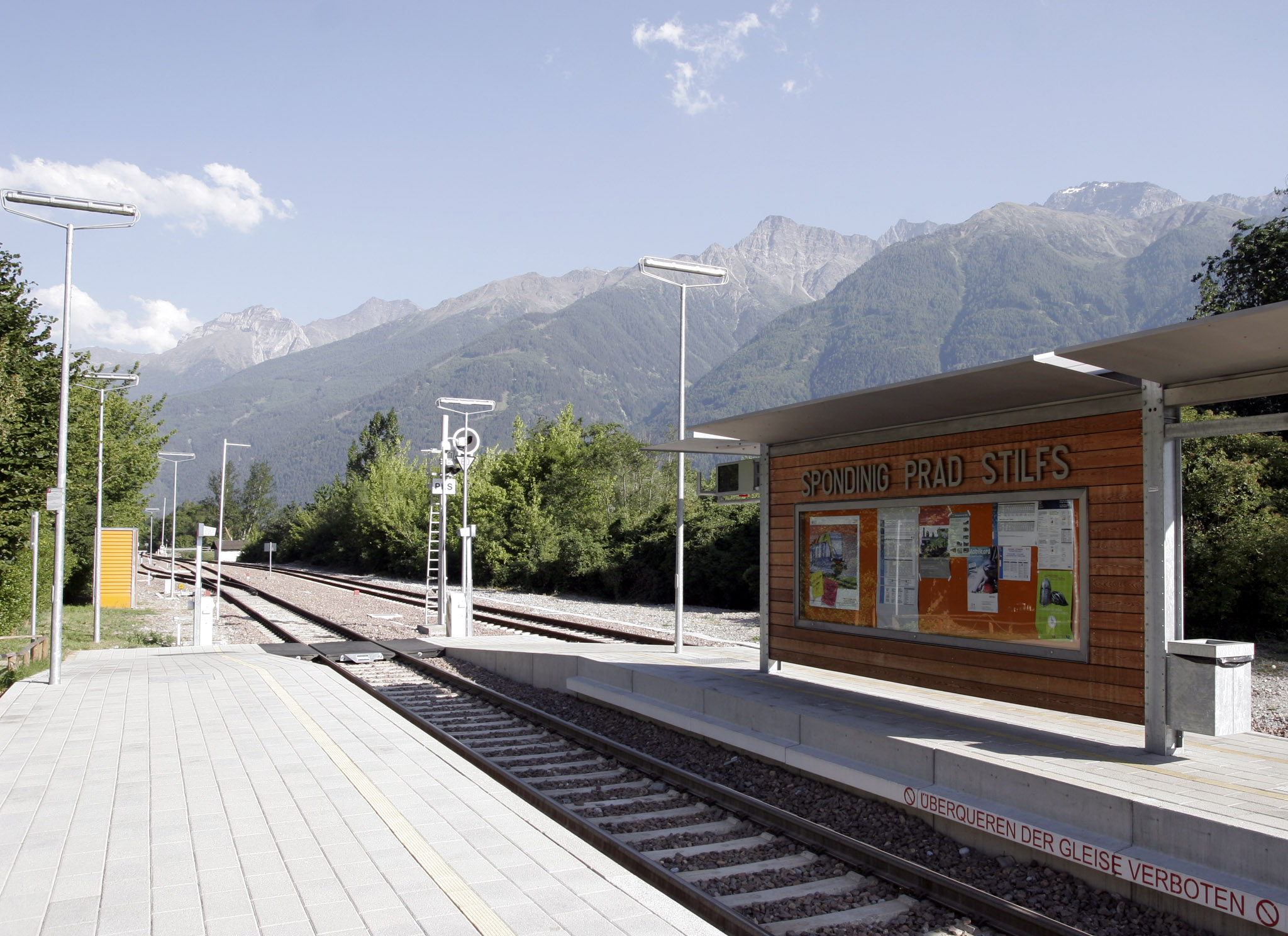
I marciapiedi e il fascio binari della stazione di Spondigna

La ferrovia è a binario unico e si sviluppa per una lunghezza di circa sessanta chilometri; le rotaie adottano lo scartamento ordinario da 1.435 mm. Non essendo dotata di elettrificazione, è stata storicamente percorsa unicamente da convogli a trazione termica e/o a vapore.
I lavori di ristrutturazione effettuati per la riattivazione hanno portato la linea a una capacità di 22,5 t/asse, tale da consentire anche l'eventuale circolazione dei treni merci. Il tracciato non ha invece subito sostanziali modifiche, fatta salva la rettifica di alcuni tratti precedentemente curvilinei.
Tutte le stazioni e le fermate sono state restaurate e ripristinate entro il 2005, fatta salva la stazione di Tel (rientrata in funzione nel dicembre 2012, dopo che nei sette anni precedenti era stata sostituita provvisoriamente dalla stazione di Tel Ponte, poi dismessa) e la stazione di Senales (chiusa al traffico e attiva unicamente come punto d'incrocio per treni provenienti da opposte direzioni). Tutte le stazioni aperte al servizio sono dotate di banchine alte 55 cm (livellate al piano interno delle vetture) e dotate di aggetti in legno che riducono lo spazio libero in corrispondenza delle porte.
L'esercizio avviene in regime di telecomando dalla stazione di Merano e il segnalamento è uniformato a quello della normativa italiana RFI.

### Percorso
| Continuation backward |

| Station on track |

| Stop on track |

| Unknown route-map component "hKRZWae" |

| Station on track |

| Enter and exit short tunnel |

| Enter and exit short tunnel |

| Enter and exit short tunnel |

| Enter and exit short tunnel |

| Unknown route-map component "eHST" |

| Station on track |

| Stop on track |

| Stop on track |

| Stop on track |

| Non-passenger station/depot on track |

| Stop on track |

| Stop on track |

| Stop on track |

| Station on track |

| Stop on track |

| Unknown route-map component "hKRZWae" |

| Enter and exit short tunnel |

| Station on track |

| Station on track | Non-passenger head station |

| Straight track | Unknown route-map component "CONT2+g" |

| Unknown route-map component "eLABZgl" + Straight track | Unknown route-map component "exLCONTfq" |

| Stop on track |

| Station on track |

| Stop on track |

| Unknown route-map component "eLABZg+l" + Straight track | Unknown route-map component "exLCONTfq" |

| Station on track |

| Unknown route-map component "ENDExe" |

| Unknown route-map component "exLSTR" |

La linea ha origine all'estremità settentrionale del fascio binari della stazione di Merano, ove tutte le rotaie si riuniscono in un unico efflusso. Il sedime quindi descrive una larga curva a sinistra ed esce dai confini di Merano: superati l'abitato di Lagundo e il fiume Adige, si inerpica sulla costa destra della valle e sale progressivamente di quota. Dopo il transito da Marlengo, la linea descrive una stretta curva a destra e - superata una serie di quattro gallerie, tra le quali una elicoidale - guadagna altitudine ancor più rapidamente. Un'ulteriore larga traiettoria curvilinea verso sinistra la immette in val Venosta, imboccandola precisamente nel comune di Parcines: da Tel a Laces la ferrovia costeggia strettamente l'Adige sulla sponda destra, poi se ne distacca, ma continua comunque a ricalcarne parallelamente il corso fino a Covelano (nel comune di Silandro), seguendone dunque il profilo altimetrico. Qui una nuova curva a destra porta dapprima il sedime a scavalcare l'alveo atesino, poi un largo tornante a sinistra lo riavvicina al corso d'acqua, stavolta sulla sponda opposta: tale traiettoria porta nuovamente il binario a salire rapidamente quota. Il tracciato riprende poi a correre con lunghi rettilinei alternati a blande curve (assestandosi attorno agli 800 m s.l.m.) fino a Sluderno, ove scavalca nuovamente l'Adige e si allontana definitivamente da esso. Un ulteriore tratto più tortuoso porta infine la ferrovia ai 997 m del capolinea Malles Venosta.

## Traffico
Il servizio passeggeri sulla linea è effettuato dalla SAD, con un cadenzato che prevede ogni mezz'ora per entrambe le direzioni un treno regionale (R), che effettua fermata in tutte le stazioni. Ad essi si aggiunge un treno espresso (RE) mattutino in direzione Merano, il quale effettua solo le fermate più importanti. I treni (RE) circolavano ogni due ore in entrambe le direzioni in passato, una volta introdotto l'orario ogni mezz'ora tutti i (RE) ad eccezione di uno sono stati soppressi.
La ferrovia è inserita nel sistema tariffario integrato della Provincia di Bolzano ed è quindi utilizzabile con i relativi titoli di viaggio, oltre a particolari biglietti turistici. I treni offrono la possibilità di trasportare le biciclette al seguito ed in alcune stazioni è altresì possibile noleggiarne, con possibilità di restituzione in località diversa.

## Incidenti

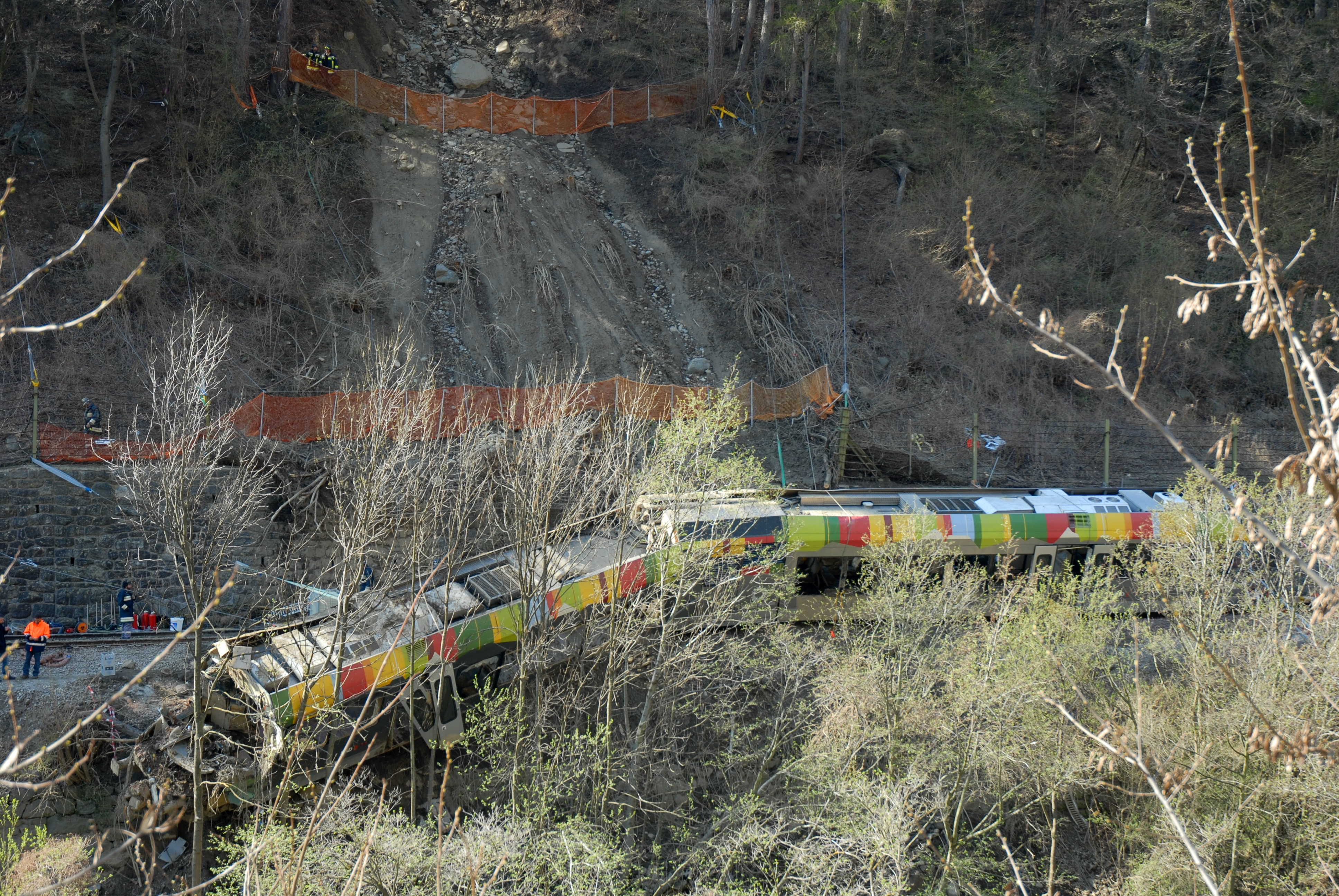
Il treno deragliato a Laces nel 2010; è ben visibile la frana distaccatasi dalla scarpata

- Nell'inverno del 1974, a seguito di una forte nevicata che aveva provocato la caduta di arbusti sulla linea, un treno in corsa si ribaltò nei pressi di Laces.
- Il 12 aprile 2010, una frana provocata dalla rottura di un tubo di irrigazione investì un convoglio in servizio nei pressi di Laces, provocandone il deragliamento e la caduta nella scarpata sottostante. Il bilancio dell'incidente ferroviario fu di 9 deceduti e 28 feriti.[20]

## Galleria d'immagini

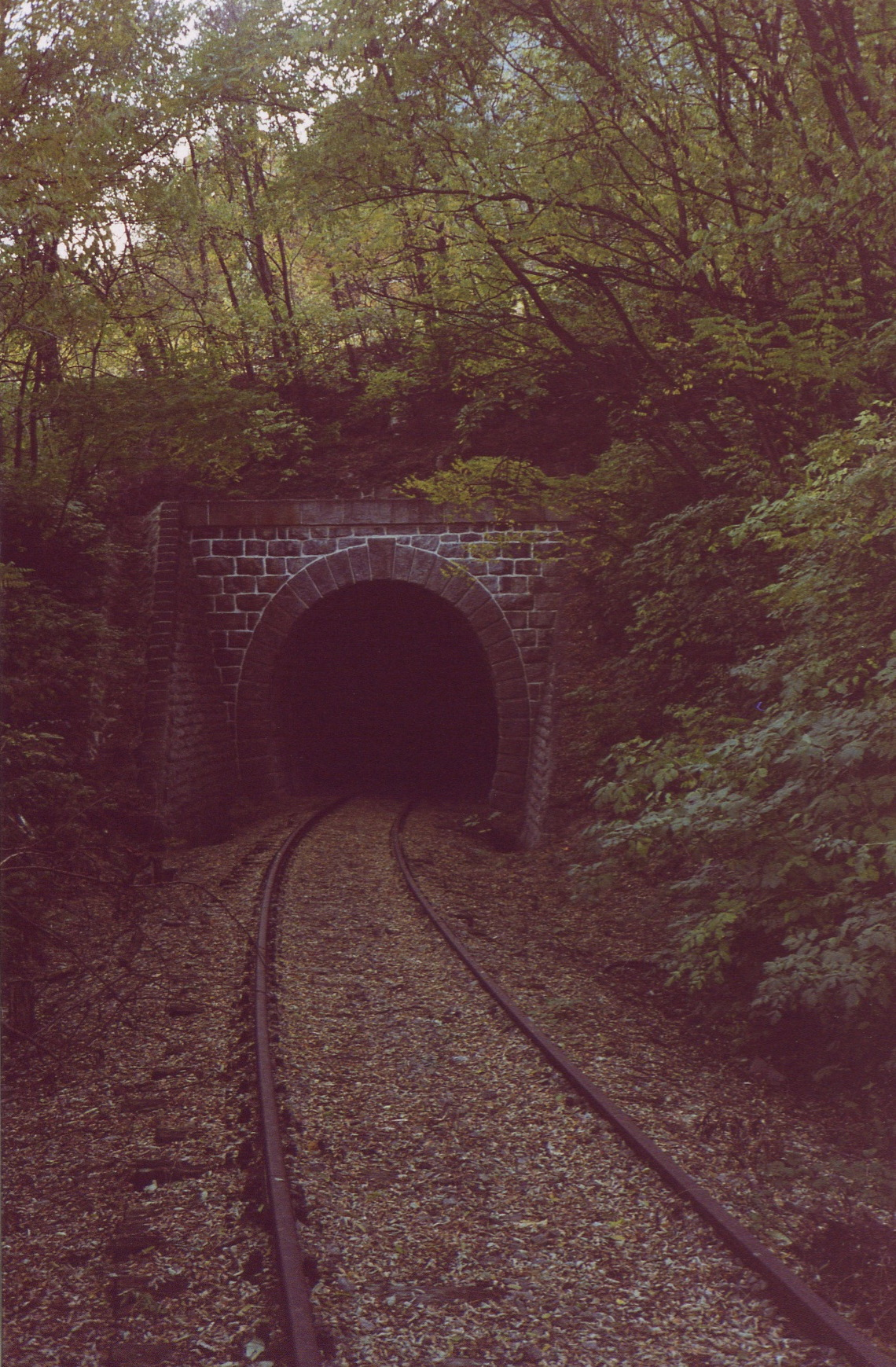
L'ingresso della galleria di Marlengo negli anni dell'abbandono.
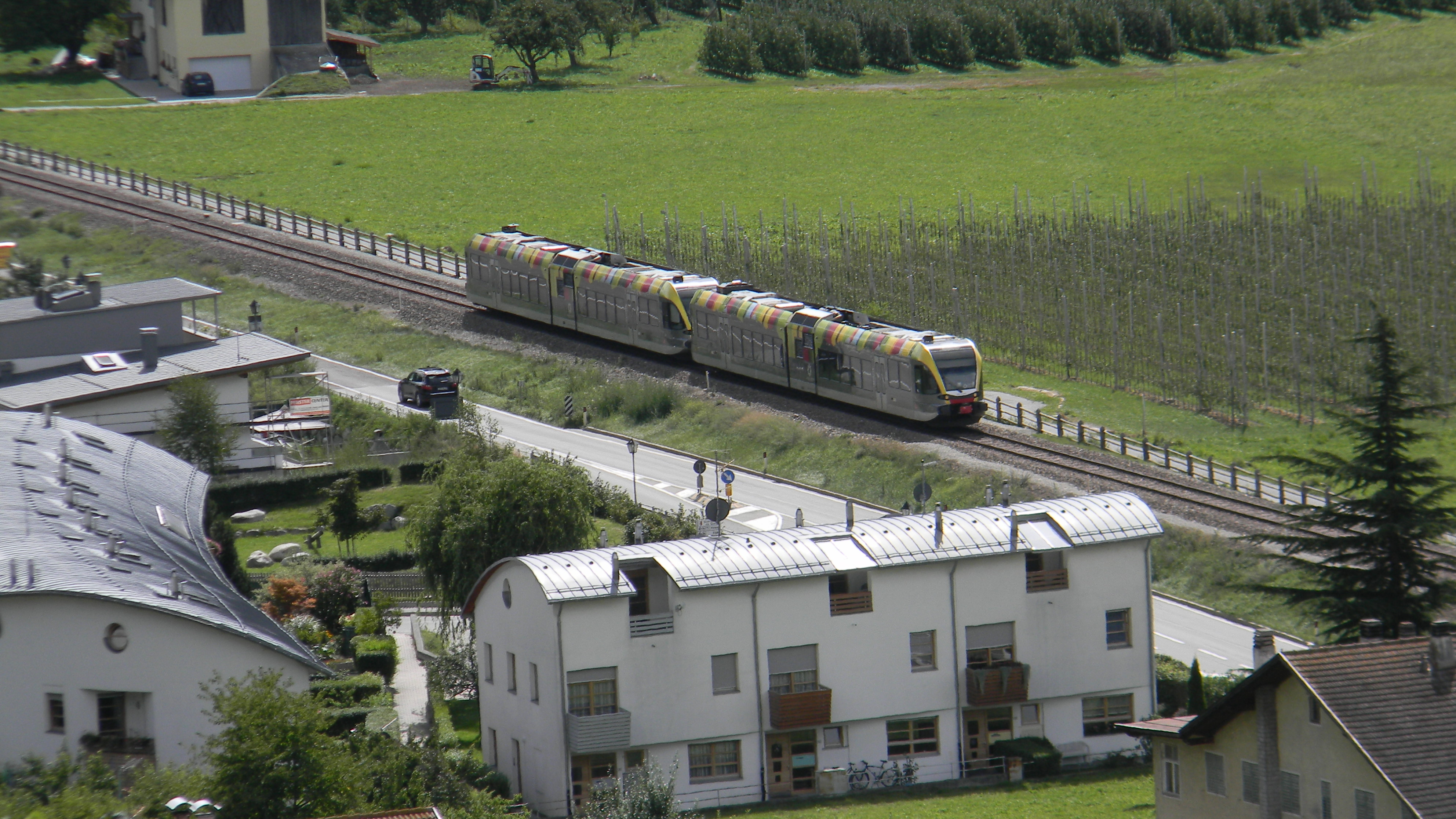
Convoglio composto da due ATR 100 in servizio presso Sluderno.
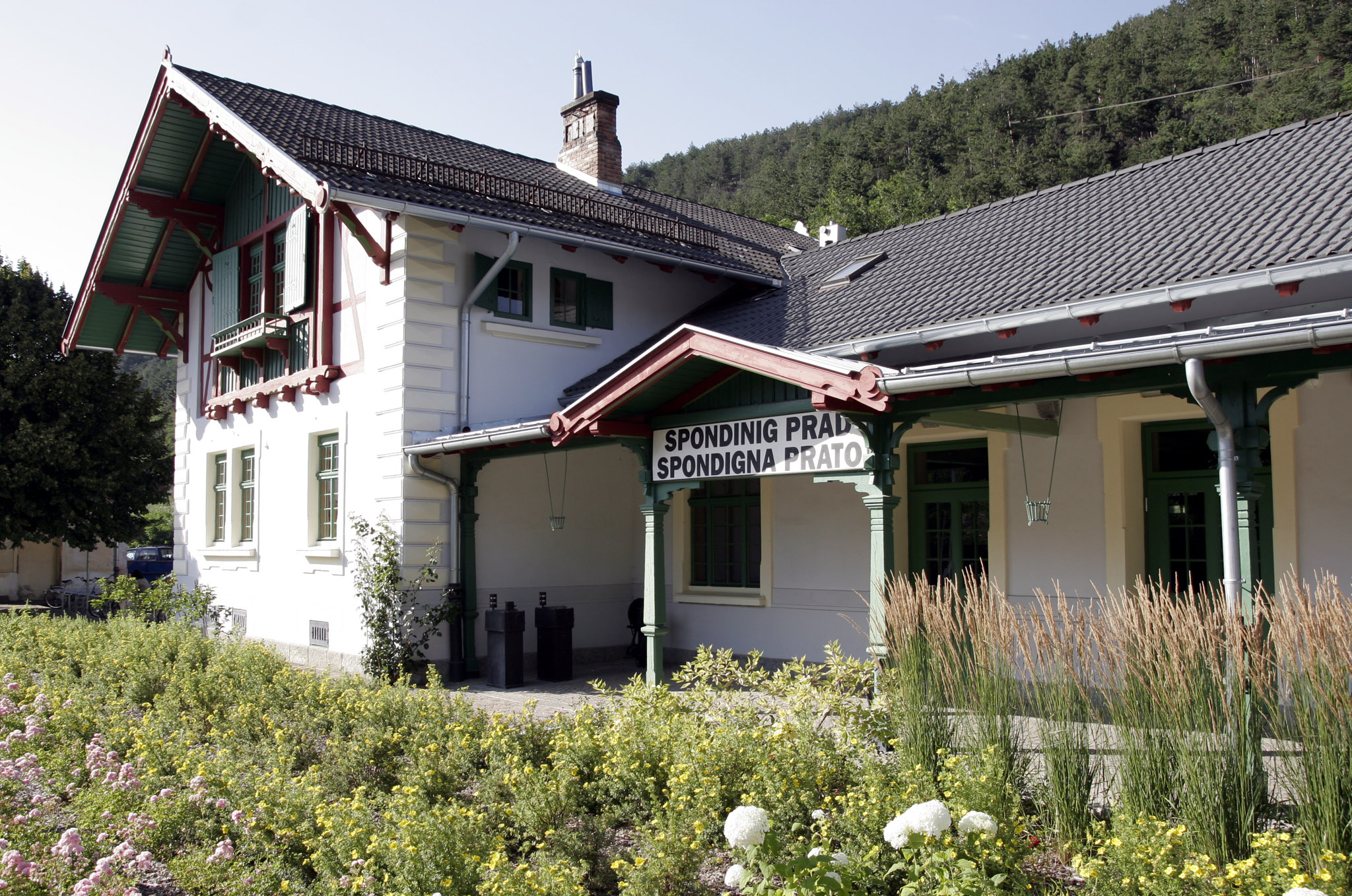
Il fabbricato viaggiatori della stazione di Spondigna-Prato allo Stelvio.
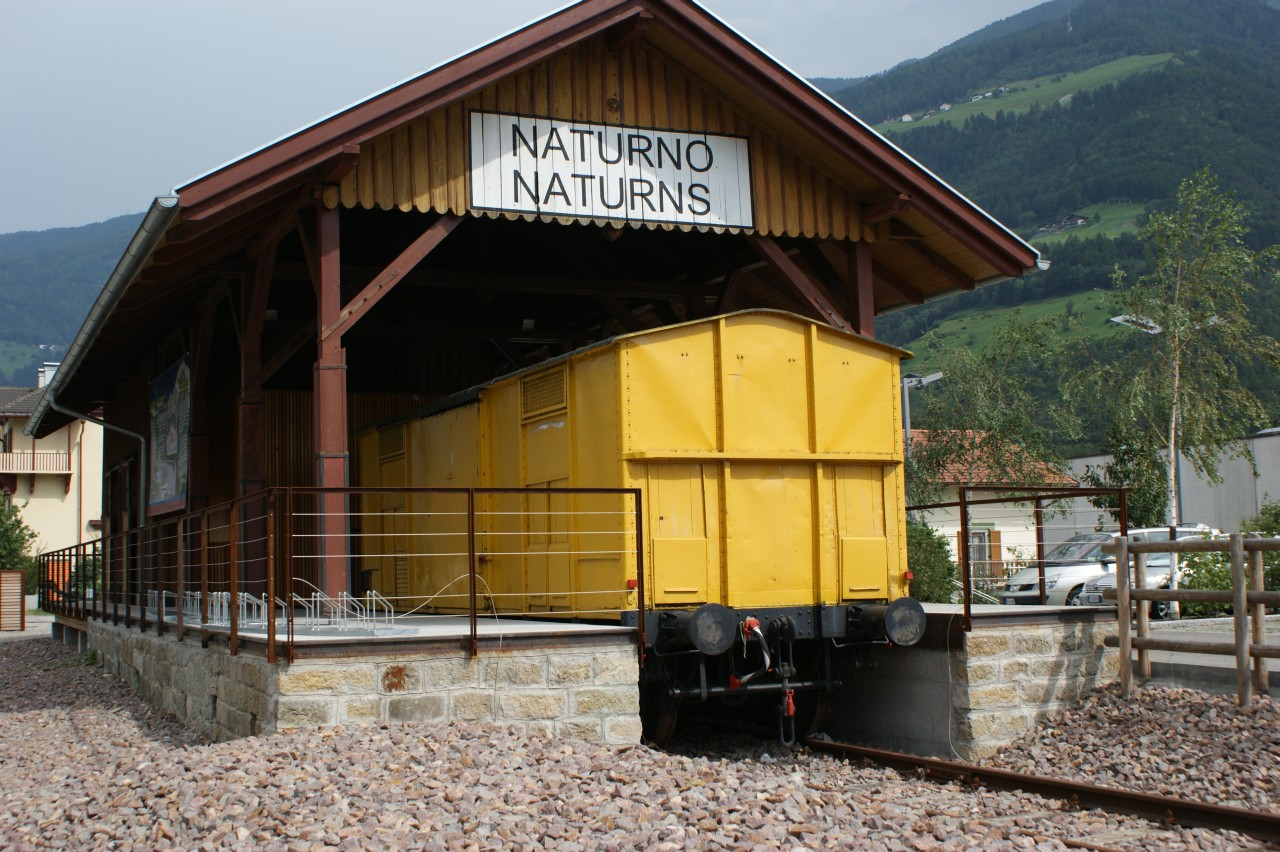
Lo scalo merci di Naturno.
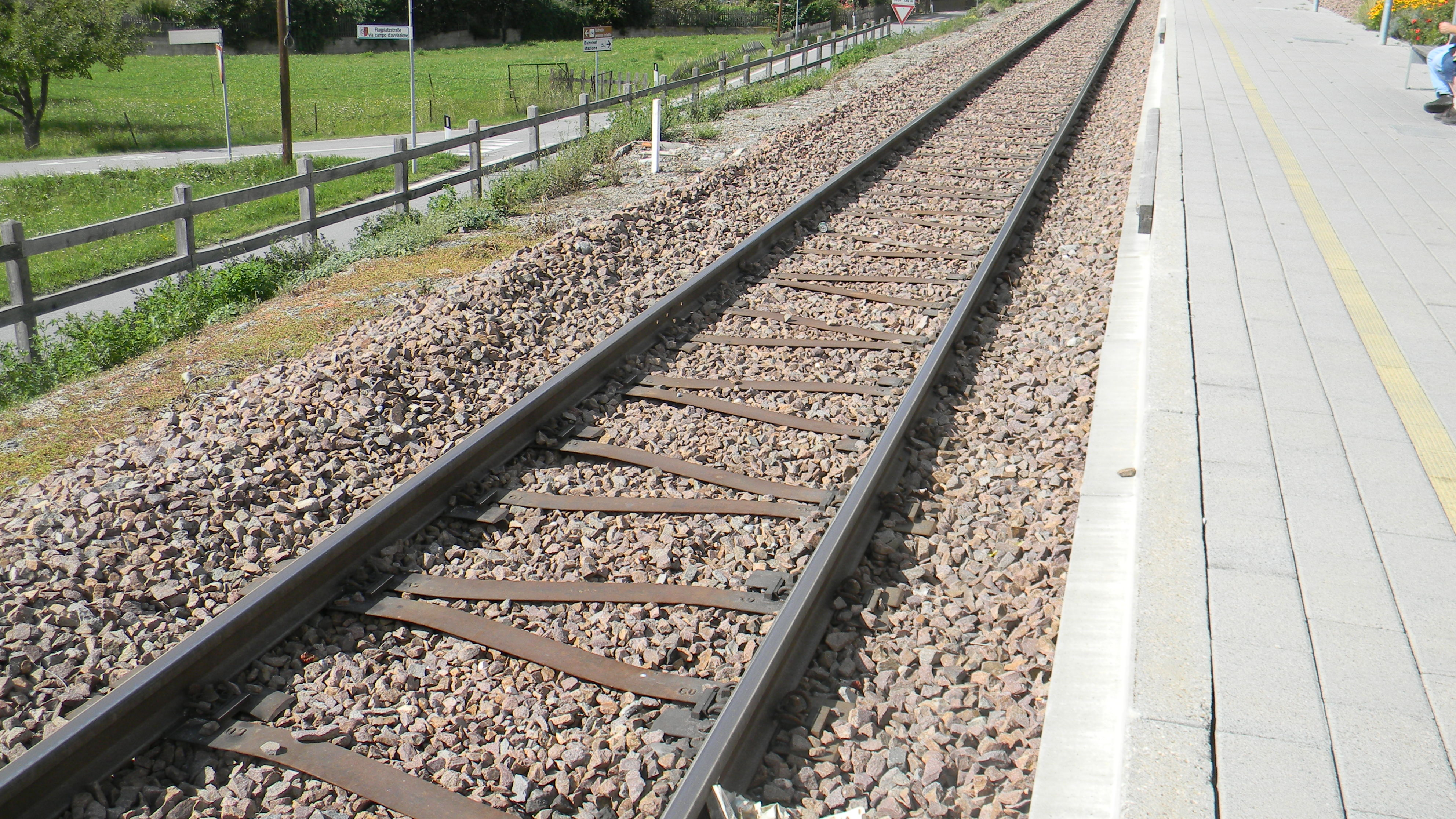
Binario nella stazione di Sluderno, equipaggiato con traversine a Y.
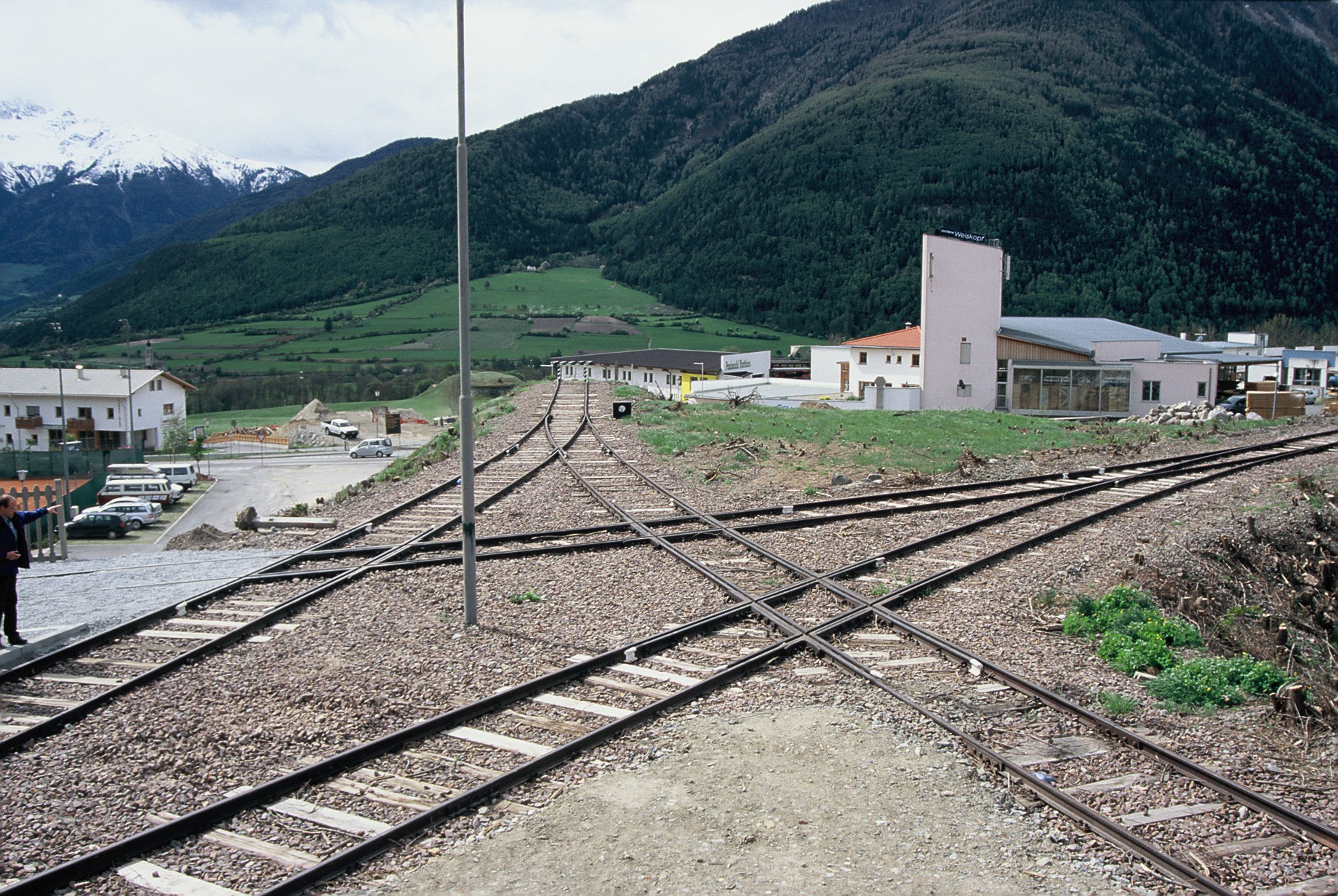
La stella di inversione alla stazione di Malles Venosta.
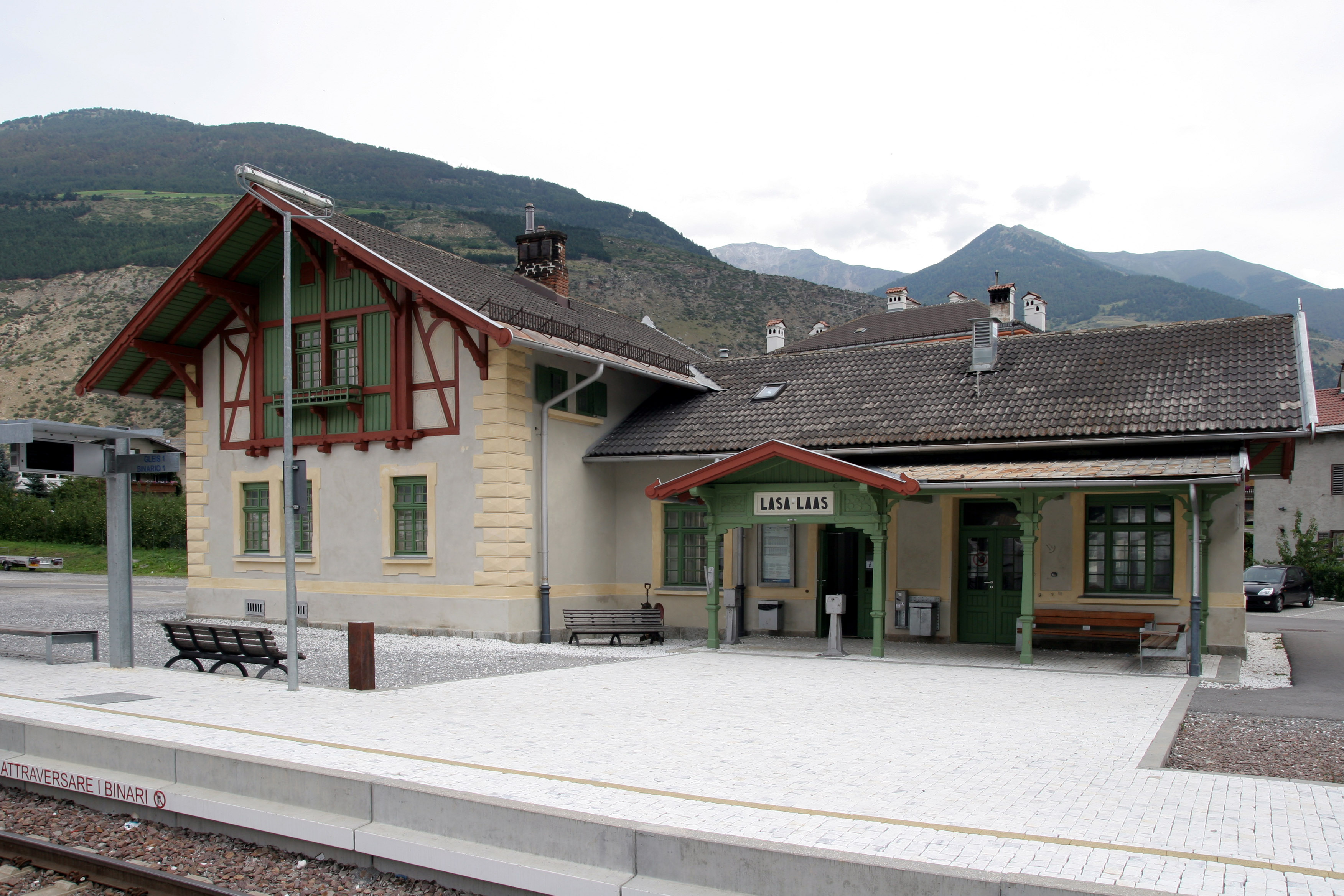
La stazione di Lasa